# إليزابيث فورد
إليزابيث فورد (بالإنجليزية: Bette Ford)‏ هي عارضة وممثلة أمريكية، ولدت في 24 يونيو 1937 بماكيسبورت في الولايات المتحدة.

## وصلات خارجية
- إليزابيث فورد على موقع IMDb (الإنجليزية)
- إليزابيث فورد على موقع قاعدة بيانات الفيلم (الإنجليزية)